# Wyżyna Jukońska
Wyżyna Jukońska (ang. Yukon Plateau) – wyżyna w USA (Alaska) i Kanadzie.
Leży na wysokości 600–800 metrów, pomiędzy górami Brooksa, Selwyn, i Nadbrzeżnymi. Główne rzeki: Jukon i Kuskokwim.